# Nick Heyward
Nick Heyward (* 20. května 1961 Beckenham Kent) je anglický zpěvák, skladatel a kytarista. Je známý především jako frontman skupiny Haircut One Hundred. Po odchodu z kapely se začal věnovat sólové kariéře.

## Diskografie

### Alba
- North of a Miracle (1983)
- Postcards from Home (1986)
- I Love You Avenue (1988)
- From Monday to Sunday (1993)
- Tangled (1995)
- The Apple Bed (1998)
- Open Sesame Seed (2001) (s Gregem Ellisem)
- The Mermaid and the Lighthouse Keeper (2006) (s Indií Dupre)

### Singly
- „Whistle Down the Wind“ (1983)
- „Take That Situation“ (1983)
- „Blue Hat for a Blue Day“ (1983)
- „On a Sunday“ (1983)
- „Love All Day“ (1984)
- „My Pure Lady“ (1984) (pouze v Japonsku)
- „Warning Sign“ (1984)
- „Laura“ (1985)
- „Over the Weekend“ (1986)
- „Goodbye Yesterday“ (1986)
- „You're My World“ (1988)
- „Tell Me Why“ (1989)
- „He Doesn't Love You Like I Do“ (1993)
- „Kite“ (1993)
- „The World“ (1995)
- „Rollerblade“ (1996)
- „The Man I Used to Be“ (1997)
- „Today“ (1997)
- „The Stars in Her Eyes“ (1998)